# Nainativu

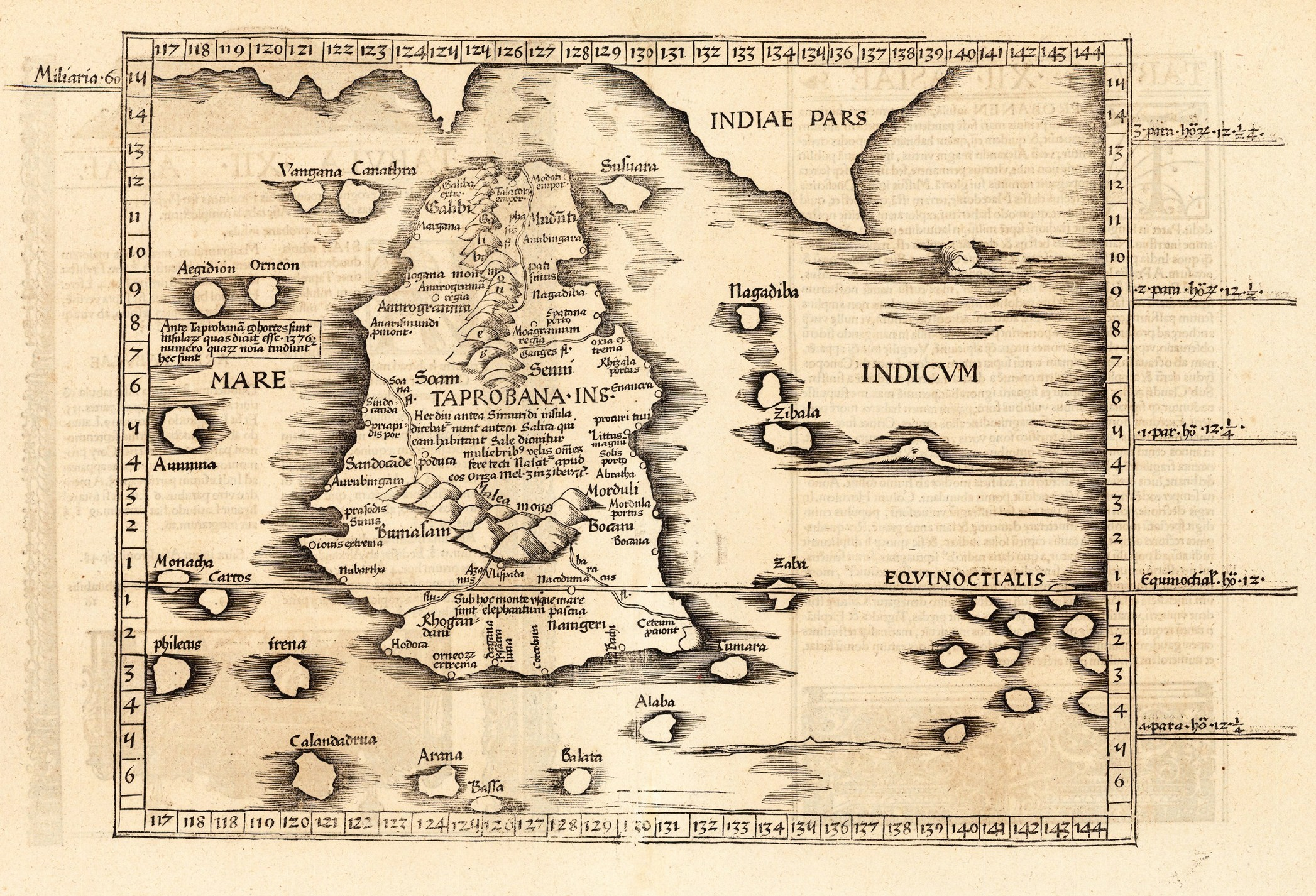
Tabrobane (1535)

Nainativu (Tamil: நயினாதீவு), auch bekannt als Manipallavam (Tamil: மணிபல்லவம்) oder Nagadipa (Singhalesisch: නාගදීපය) ist eine zu Sri Lanka gehörende Insel in der zwischen dem südindischen Bundesstaat Tamil Nadu und der Jaffna-Halbinsel (Sri Lanka) gelegenen Palkstraße. Sie ist eines der wichtigsten Pilgerziele für Hindus und Buddhisten aus Sri Lanka.

## Lage
Nainativu liegt westlich der Nachbarinsel Pungudutivu und nordwestlich der Insel Nedunthivu in einer Höhe von maximal 7 m ü. d. M. Zwischen den Inseln bestehen regelmäßige Fährverbindungen. Das Klima ist tropisch warm; Regen fällt nahezu ausschließlich in den Monsunmonaten Oktober bis Dezember.

## Bevölkerung
Der singhalesische Name Nagadipa scheint auf die Nagas („Schlangen“ oder „Schlangenverehrer“) anzuspielen, womit wohl eine abwertende Charakterisierung der Bevölkerung gemeint ist. Auf jeden Fall steht der Norden Sri Lankas schon seit Jahrhunderten, vielleicht sogar schon seit Jahrtausenden unter tamilischem Einfluss. Zu unbekannter Zeit begann die Verehrung der Mutter- und Schutzgöttin Nainai Nagapooshani Ambal, der der im 18. Jahrhundert errichtete Haupttempel der Insel geweiht ist. Von den ungefähr 3.000 Einwohnern sind mehr als 90 % Tamilen, also Hindus, und nur jeweils 5 % sind Moslems oder Buddhisten.

## Wirtschaft
Wichtigste Lebensgrundlagen der Bevölkerung sind der Gemüseanbau und der Fischfang. In den letzten Jahrzehnten des 20. Jahrhunderts ist der Tourismus als Einnahmequelle hinzugekommen.

## Geschichte
Bereits griechische Geographen des 4. und 3. Jahrhunderts v. Chr. erwähnen eine Insel mit Namen Taprobane; Claudius Ptolemäus verortet um 140 n. Chr. die Insel im Süden von Asien. Im Früh- und Hochmittelalter geriet die Region aus dem Blickfeld Europas, was sich erst im Spätmittelalter durch den von den Muslimen beherrschten Gewürzhandel ändern sollte. Nach der portugiesischen Entdeckung des Seewegs nach Indien wurden erste Karten angefertigt, die Taprobane umgeben von zahlreichen kleineren Inseln zeigen, was jedoch nicht der Wirklichkeit entspricht. Lediglich von der ehemaligen Landbrücke zwischen Indien und Ceylon sind Teile als Inseln übrig geblieben. Ein genaues Datum der Entdeckung Nainativus steht nicht fest, doch wurde im Jahr 1620 ein Hindu-Tempel von den Portugiesen zerstört.

## Sehenswürdigkeiten
- Die Strände der Insel sind kaum erschlossen, doch gibt es kleinere Pensionen.
- Der buntbemalte, im südindischen Stil errichtete Nainativu-Nagapooshani-Amman-Tempel ist das Ziel vieler Pilger der Jaffna-Halbinsel sowie der benachbarten Inseln.
- Ein Tempel mit einem benachbarten Stupa weist auf die lange Anwesenheit des Buddhismus in der Region hin.